# صندوق الكبح
صندوق الكبح (بالإنجليزية: Curb box)‏ (يعرف أيضًا ب صندوق الصمام، صندوق بوفالو، أو ب-صندوق) هو غلاف إسطواني عامودي من حديد الصب، يمكن الوصول إليه من الطريق العام، بناء صمام الإغلاق (أنبوب الكبح أو محطة الكبح) لخط خدمة المياه في الممتلكات.
يقع عادة بين البناء ومنطقة خطوط المياه الرئيسية ويتكون عادة من أنبوب معدني وغطاء قابل للإزالة أو الانزلاق، مما يسمح بالوصول إلى مفتاح التشغيل في الداخل
عادة ما تكون بمثابة النقطة التي تدل على فصل مرافق المياه والمرافق الخاصة التي تتم صيانتها.
صندوق الكبح كثيرا ما يسمى ب «صندوق بوفالو» لانه نشأ في مدينة بوفالو، نيويورك.